# Brachypogon phymos
Brachypogon phymos är en tvåvingeart som beskrevs av Delecolle och Eileen D. Grogan 1990. Brachypogon phymos ingår i släktet Brachypogon och familjen svidknott.
Artens utbredningsområde är Senegal. Inga underarter finns listade i Catalogue of Life.